# Афанасьев, Александр Иванович (актёр)
Алекса́ндр Ива́нович Афана́сьев (1808 — 1842) — популярный в XIX веке комический актёр Императорских театров.

## Биография
Александр Иванович Афанасьев родился в 1808 году. Происхождение его неизвестно. Александр принял фамилию своего благодетеля, Дмитрия Никифоровича Афанасьева, бедного чиновника, приютившего малютку.
Своей артистической карьерой и образованием А. И. Афанасьев обязан помещику из Переславль-Залесского Ф. И. Карцеву — страстному любителю литературы и театра, который приготовил юношу в Московский университет.
Домашние спектакли, в которых Афанасьев нередко исполнял трагические роли, и общество известных артистов, часто посещавших дом Карцева, с ранних лет пристрастили его к театру; последнему он всецело предался по исключении из Университета (в конце 1825 г.), вызванном его совместным участием с поэтом Александром Полежаевым в «удалой проказе».
В игре Александр Афанасьев подражал Яковлеву и Фёдору Кокошкину, дикцию которых усвоил в совершенстве (главным образом, состоявшую в читке нараспев — необходимое требование того времени).
Немало прекрасных манер он перенял от прославленного русского трагика Ивана Дмитриевского. Незабвенный в театральных летописях Кокошкин при первом знакомстве увидел в молодом актёре комический талант, предложив ему жалованье в 1000 руб. — немалое по тому времени не только для новичка, но и для опытного артиста.
Александр Иванович Афанасьев дебютировал 19 февраля 1829 года в городе Москве, в Петровском театре, в комедии кн. А. Шаховского: «Ссора или два соседа», в роли Сутягина, и с первого представления завоевал симпатии публики. Критика отозвалась с единодушным одобрением; кн. Шаховской был от его игры в восторге. В разное время он исполнял роли: Виктора (комедия Хмельницкого «Воздушные замки»), Вральмана (комедия Фонвизина «Недоросль») и других.
Вскоре А. И. Афанасьев переехал в столицу Российской империи город Санкт-Петербург и здесь создал роль Осипа в «Ревизоре», блистательно исполняя её с первого представления комедии, 22 апреля 1836 года на сцене Александринского театра; роль Осипа он исполнял до конца своей жизни, никому её не уступая. Сам Н. В. Гоголь был в восторге от этого исполнения. Ещё будучи в Москве, Афанасьев нередко был приглашаем в Театральную школу для образцового исполнения ролей в примерных спектаклях.
Александр Иванович Афанасьев скончался в 1842 году.